# Джавено
Джавѐно (на италиански: Giaveno; на пиемонтски: Giavenn, Джавен, на окситански: Javen, Явен) е град и община в Метрополен град Торино, регион Пиемонт, Северна Италия. Разположен е на 506 m надморска височина. Към 1 януари 2020 г. населението на общината е 16 425 души, от които 1273 са чужди граждани.